# (810) Atossa
(810) Atossa ist ein Asteroid des Hauptgürtels, der am 8. September 1915 vom deutschen Astronomen Max Wolf in Heidelberg entdeckt wurde. 
Der Asteroid ist benannt nach der historischen persischen Königin Atossa.